# Membran
Eine Membran oder Membrane (über spätmittelhochdeutsch membrāne ‚Pergamentstück‘ aus lateinisch membrāna ‚Häutchen‘) beschreibt dünne Strukturen mit unterschiedlichen Eigenschaften, die wie eine Haut oder Folie im Verhältnis zu ihrer Dicke eine große flächige Ausdehnung haben. Häufig ist eine biaxial gespannte Fläche gemeint, die die Fähigkeit zur Abtrennung oder zur Schwingung hat, oder eine dünne Abtrennung oder Umhüllung, die eine selektive Durchlässigkeit besitzt.

## Materialien
Membranen und membranartige Materialien, d. h. dünne flächige Materialien können aus unterschiedlichem Material bestehen und unterschiedlich beschaffen sein. Dazu zählen u. a. Metall- oder Kunststofffolien und -geflechte, beschichtete und unbeschichtete textile Stoffe (Gewebe, Gewirke, Vliesstoff, Plane, Zeltbahn, …), Leder, Pergament, Papier, Papyrus. Darüber hinaus gibt es auch zahlreiche Membranen in pflanzlichen oder tierischen Organismen, sowie kurzfristige Membranbildungen, z. B. Seifenhaut.

## Biologie
Es gibt eine Vielzahl von Membranen in der Biologie. Besonders auf Zellebene werden viele Strukturen als Membran bezeichnet. Aber auch hautartige oder abtrennende Gebilde werden oft so genannt, z. B. das Feld an der Spitze der Vorderflügel bei Wanzen.
- Biomembran
- Basalmembran
- Flugmembran
- Zellmembran
- Äußere Membran
- Einheitsmembran

## Technik
In der Technik werden verschiedene Erzeugnisse als Membran bezeichnet. Sie können in Form einer kraftübertragenden Dichtung als Druck- oder Unterdruckmembran fungieren. Ebenso gibt es in der Akustik Schwingungsmembranen, zum Beispiel bei Trommeln oder Lautsprechern. Die Kombination der Osmose mit Filtration ermöglicht die Membrantechnik, bei der durch eine teildurchlässige, dünne Schicht sich Stoffe dynamisch separieren lassen.
- Druckmembran, technische Membran zur Förderung und Druckübertragung
- Schwingungsmembran, zur Erzeugung von akustischen Schwingungen
- Filtermembranen, permeable Schichten für die verfahrenstechnische Separation
- Membran (Bautechnik), Folie oder beschichtetes bzw. unbeschichtete Gewebe (Textiles Bauen) als Tragwerk im Bauwesen. Sie werden des Weiteren als tragende Struktur bei Membranbauten verwendet
- Membrantank, Ladetank zum Transport von Flüssiggasen bei Tankschiffen
- Gefaltete Solarmembran, Solarmodule im Fassadenbau
- Flüssigmembran, siehe Emulsion#Multiple Emulsion
- Diaphragma (Elektrochemie)